# Muziektent (Beekbergen)
De muziektent van Beekbergen bevindt zich in het Teixeira de Mattospark in het zuidoosten van het Gelderse dorp. De muziektent werd gebouwd in 1955 door de Dienst Gemeentewerken Apeldoorn en is een gemeentelijk monument. Voordat de huidige muziektent er stond, bevond zich er een kleinere muziektent, die was bekostigd door Louis Frederik Teixeira de Mattos. De oude muziektent werd samen met het park geopend op 30 april 1912, de derde verjaardag van prinses Juliana, en het eerste openbare concert werd gegeven op diezelfde dag door muziekvereniging Prinses Juliana.
In de muziektent worden hedendaags alleen bij speciale gelegenheden concerten gehouden, zoals het bevrijdingsconcert, dat er op 5 mei 2010 (Bevrijdingsdag) plaatsvond.

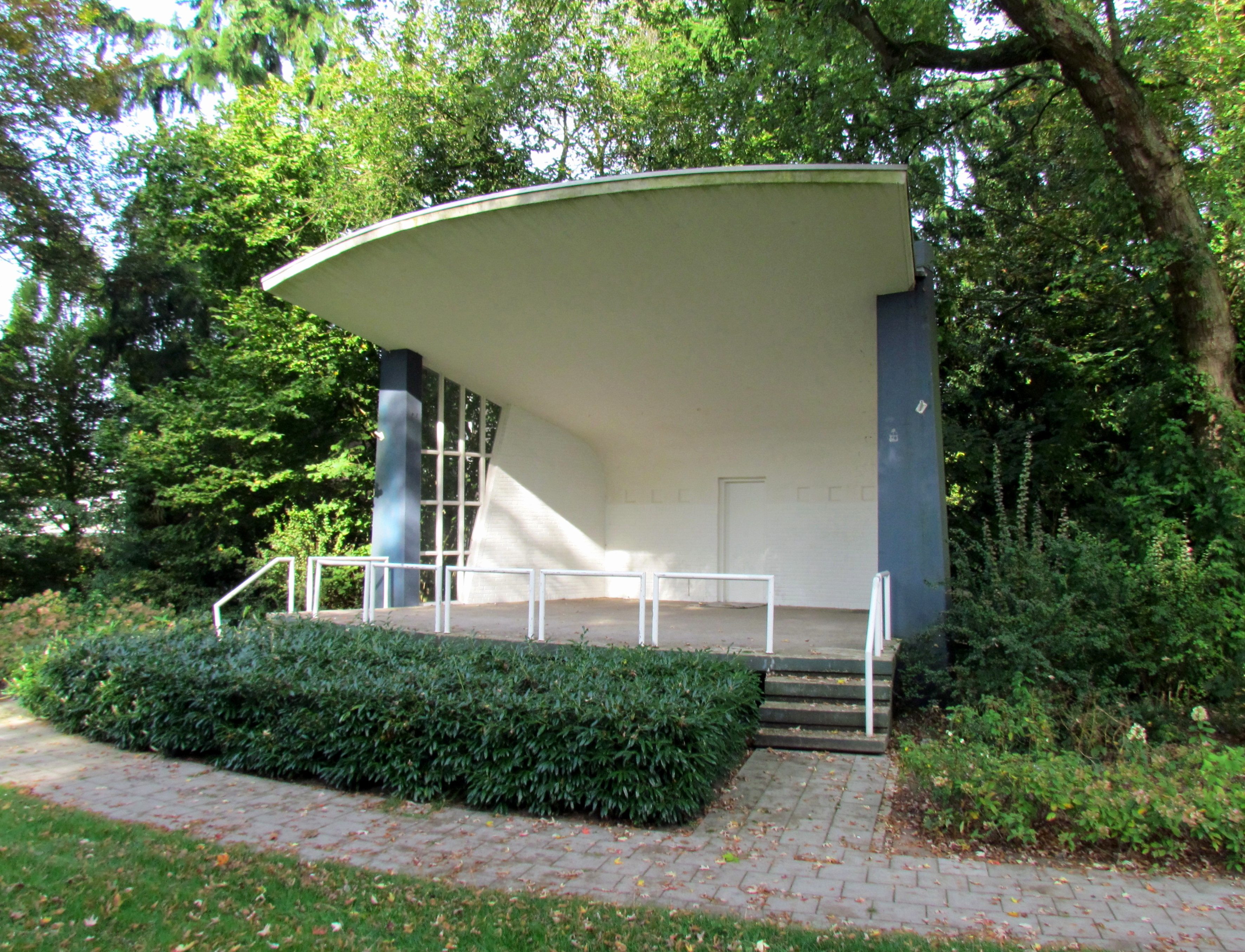
De nieuwe muziektent in 2014